# Dupilumab
Le dupilumab est un anticorps monoclonal se fixant sur la sous unité alpha du récepteur de l'interleukine 4. Il inhibe la voie de ce dernier ainsi que celle de l'interleukine 13.

## Utilisation
Testé dans l'asthme, il diminue la fréquence des exacerbations et améliore la fonction respiratoire. Cela reste vrai chez l'enfant. Il est d'autant plus efficace qu'il existe une hyperéosinophilie. Dans les formes cortico-dépendantes, il permet de diminuer les doses de corticoïdes.
Dans la dermatite atopique, il en améliore les symptômes.
Testé dans la sinusite chronique avec polypose nasosinusienne réfractaire, et en association avec un corticoïde en spray, il permet une réduction de la taille des polypes.
Dans l'œsophagite à éosinophiles, il permet de réduire les symptômes ainsi que l'atteinte histologique.
Son utilisation dans la BPCO est autorisée en Europe depuis début juillet 2024. Sanofi espère ainsi permettre de soigner à terme près de 3,5 millions de personnes,.
En 2025, il devient le seul traitement autorisé par la FDA pour traiter la pemphigoïde bulleuse.

## Fabrication et commercialisation
Il est vendu sous le nom de Dupixent par Sanofi, qui a réalisé en 2021 des ventes à hauteur de 5,3 milliards d'euros pour ce produit et 10,7 milliards en 2023, avec 800 000 personnes traitées dans le monde. Le prix de vente en France est de 1 200 € par boîte de 2 seringues pré-remplies.
La fabrication du Dupixent est assurée à Le Trait. Sanofi partage les bénéfices liés au Dupixent avec son codéveloppeur Regeneron Pharmaceuticals. Le brevet sur le Dupixent expire le 27 octobre 2029, et la concurrence de génériques est attendue pour 2031,.